# Francesco Corbetta
Pour les articles homonymes, voir Corbetta.
Francesco Corbetta ou Francisque Corbett (nom francisé lors de sa carrière en France), né vers 1615 à Pavie en Lombardie et mort en 1681 à Paris, est un guitariste et compositeur italien de la période baroque qui composa des œuvres pour la guitare à cinq chœurs.

## Biographie
Après avoir enseigné la guitare à Bologne, Francesco Corbetta est employé tour à tour par les cours du duc de Mantoue, de l'archiduc d'Autriche, puis au service du roi Louis XIV à la cour de France, où il travaille en collaboration avec Lully. Il enseigne ensuite à la cour du roi d'Angleterre, à qui il dédie le premier volume de sa Guitarre royale, et conserve un lien avec cette cour même après son retour en France, où il donne des cours au dauphin.

## Style punteado et razgueado
La particularité de son style est le mélange entre deux techniques de jeu : le style razgueado et le style punteado. Le style razgueado est fait de l'usage d'accords joués en glissant un ou plusieurs doigts de la main droite sur toutes les cordes et en plaçant les doigts de la main gauche dans une position formant un accord consonant selon une notation appelée alphabet qui codifie ces accords sous forme de lettres (voir ci-dessous un alfabeto de Corbetta extrait de Varii capricii per la guittara spagnuola). Le style punteado correspond à des notes jouées de façon contrapunctique à deux ou trois voix.

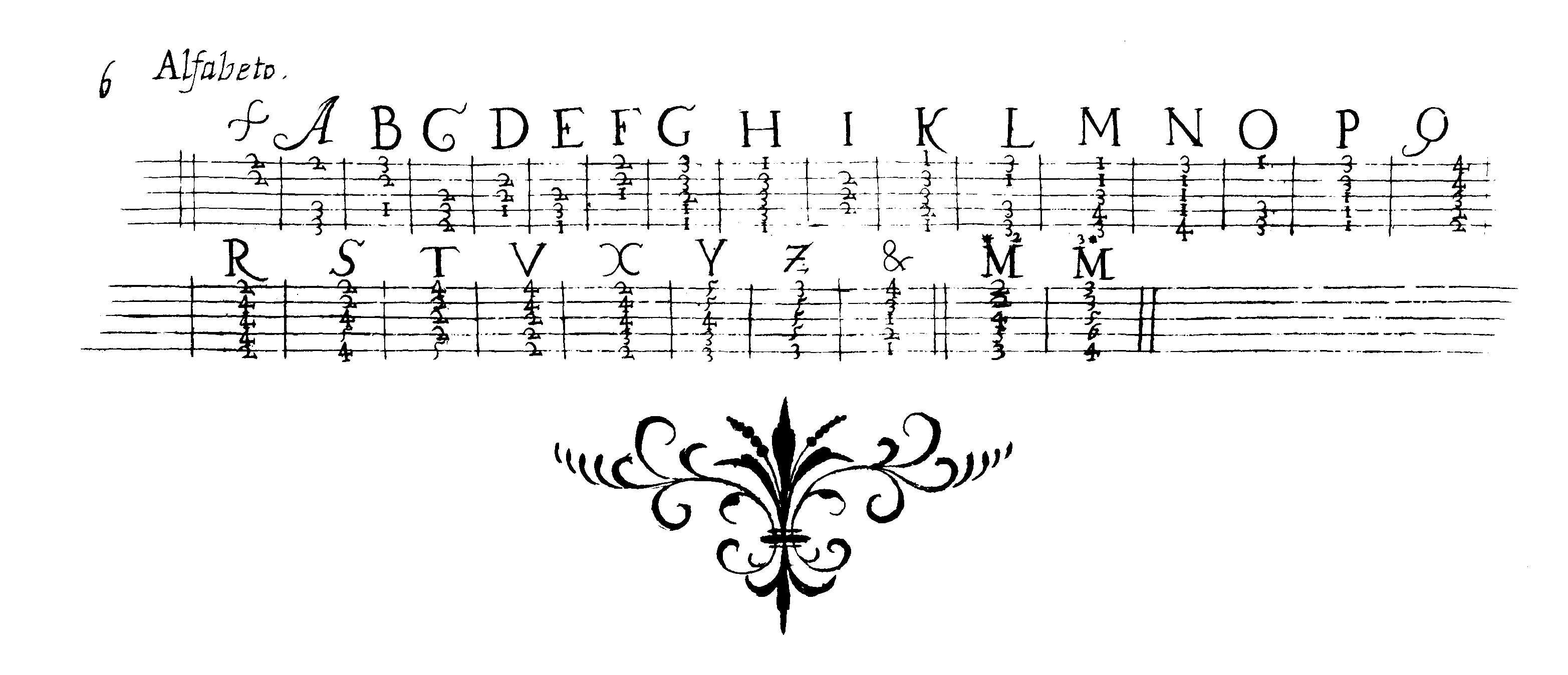
Alfabeto extrait de Varii capricii per la guittara spagnuola

## Œuvres
- Scherzi Armonici (Bologne, 1639)
- Varii capricii per la guittara spagnuola (Milan, 1643)
- Varii Scherzi di Sonate per la Chitara Spagnola, Libro Quarto (Bruxelles, 1648)
- La Guitarre royale (vol. 1, Paris, 1671 ; vol. 2, Paris, 1674)